# La Bataille du lac Changjin 2
Série
La Bataille du lac Changjin
(2021)
Pour plus de détails, voir Fiche technique et Distribution.
La Bataille du lac Changjin 2 (chinois simplifié : 长津湖之水门桥 ; pinyin : Chángjīn Hú zhī Shuǐmén) est un film chinois de Chen Kaige, Dante Lam et Tsui Hark, sorti en 2022.

## Fiche technique
Sauf indication contraire, les informations mentionnées dans cette section peuvent être confirmées par la base de données cinématographiques IMDb,  présente dans la section « Liens externes ».
- Titre original : 长津湖之水门桥, Chángjīn Hú zhī Shuǐmén
- Titre français : La Bataille du lac Changjin 2
- Réalisation : Chen Kaige,  Dante Lam et Tsui Hark
- Scénario : Lan Xiaolong (zh)
Huang Jianxin (en)
- Musique : Elliot Leung (en)
- Pays de production : Chine
- Format : Couleurs - 2,35:1
- Genre : action, drame, guerre, historique
- Durée : 153 minutes
- Date de sortie :
  - Chine : 1er février 2022

## Distribution
- Wu Jing : Wu Qianli
- Jackson Yee : Wu Wanli
- Michael Koltes : James K. Fergusson
- Tom Markovic : Lieutenant Tim Chetwode
- Rudy van Gelderen : Second Lieutenant Bradley Bixler
- Matias Lorieri : Commandant du corps des Marines américains